# Damian Jones
Damian William Jones (Baton Rouge, 30 giugno 1995) è un cestista statunitense, professionista nella NBA.

## Carriera
Si rende eleggibile per il Draft NBA 2016,  che si svolge al Barclays Center di Brooklyn il 23 giugno, durante il quale è stato scelto con la trentesima scelta assoluta dai Golden State Warriors. Ha vinto l'anello nel 2016-2017 in cinque gare e l'anello nel 2017-2018 in quattro gare contro i Cleveland Cavaliers.

## Statistiche
| † | Denota le stagioni in cui ha vinto il titolo |

### NCAA
| Anno      | Squadra          | PG | PT | MP   | TC%  | 3P%  | TL%  | RP  | AP  | PRP | SP  | PP   |
| --------- | ---------------- | -- | -- | ---- | ---- | ---- | ---- | --- | --- | --- | --- | ---- |
| 2013-2014 | Vand. Commodores | 31 | 28 | 25,9 | 54,3 | -    | 54,5 | 5,7 | 0,3 | 0,3 | 1,4 | 11,3 |
| 2014-2015 | Vand. Commodores | 35 | 34 | 29,1 | 56,1 | 20,0 | 59,9 | 6,5 | 0,7 | 0,6 | 2,0 | 14,4 |
| 2015-2016 | Vand. Commodores | 33 | 33 | 26,2 | 59,0 | 0,0  | 53,6 | 6,9 | 1,2 | 0,2 | 1,6 | 13,9 |
| Carriera  | Carriera         | 99 | 95 | 27,2 | 56,6 | 12,5 | 56,5 | 6,4 | 0,7 | 0,4 | 1,7 | 13,2 |

#### Massimi in carriera
- Massimo di punti: 27 vs Florida (23 febbraio 2016)[2]
- Massimo di rimbalzi: 16 vs Georgia (20 febbraio 2016)
- Massimo di assist: 6 vs Baylor (6 dicembre 2015)
- Massimo di palle rubate: 3 vs Louisiana State (24 gennaio 2015)
- Massimo di stoppate: 7 vs South Carolina (13 febbraio 2014)
- Massimo di minuti giocati: 41 vs Texas A&M (15 febbraio 2014)

### NBA

#### Regular Season
| Anno       | Squadra             | PG  | PT | MP   | TC%  | 3P%  | TL%  | RP  | AP  | PRP | SP  | PP  |
| ---------- | ------------------- | --- | -- | ---- | ---- | ---- | ---- | --- | --- | --- | --- | --- |
| 2016-2017† | G.S. Warriors       | 10  | 0  | 8,5  | 50,0 | -    | 30,0 | 2,3 | 0,0 | 0,1 | 0,4 | 1,9 |
| 2017-2018† | G.S. Warriors       | 15  | 0  | 5,9  | 50,0 | -    | 60,0 | 0,9 | 0,1 | 0,1 | 0,2 | 1,7 |
| 2018-2019  | G.S. Warriors       | 24  | 22 | 17,1 | 71,6 | 0,0  | 64,9 | 3,1 | 1,2 | 0,5 | 1,0 | 5,4 |
| 2019-2020  | Atlanta Hawks       | 55  | 27 | 16,1 | 68,0 | 22,2 | 73,8 | 3,7 | 0,6 | 0,5 | 0,7 | 5,6 |
| 2020-2021  | Phoenix Suns        | 14  | 0  | 6,7  | 50,0 | 0,0  | 54,5 | 1,3 | 0,3 | 0,1 | 0,4 | 1,6 |
| 2020-2021  | L.A. Lakers         | 8   | 6  | 14,0 | 94,1 | -    | 91,7 | 3,3 | 0,1 | 0,1 | 0,9 | 5,4 |
| 2020-2021  | Sacramento Kings    | 17  | 4  | 20,0 | 65,7 | 25,0 | 71,4 | 4,5 | 1,4 | 0,5 | 1,0 | 6,9 |
| 2021-2022  | Sacramento Kings    | 56  | 15 | 18,2 | 65,8 | 34,5 | 71,8 | 4,4 | 1,2 | 0,5 | 0,8 | 8,1 |
| 2022-2023  | L.A. Lakers         | 22  | 1  | 8,0  | 54,1 | 0,0  | 75,0 | 2,5 | 0,2 | 0,1 | 0,5 | 2,5 |
| 2022-2023  | Utah Jazz           | 19  | 0  | 15,8 | 71,4 | 71,4 | 77,8 | 3,5 | 0,6 | 0,3 | 0,5 | 4,6 |
| 2023-2024  | Cleveland Cavaliers | 39  | 0  | 6,9  | 59,7 | 21,4 | 85,7 | 1,6 | 0,4 | 0,2 | 0,3 | 2,7 |
| Carriera   | Carriera            | 279 | 75 | 13,6 | 65,6 | 35,1 | 71,5 | 3,1 | 0,7 | 0,3 | 0,7 | 4,9 |

#### Play-off
| Anno     | Squadra             | PG | PT | MP  | TC%  | 3P% | TL%  | RP  | AP  | PRP | SP  | PP  |
| -------- | ------------------- | -- | -- | --- | ---- | --- | ---- | --- | --- | --- | --- | --- |
| 2017†    | G.S. Warriors       | 4  | 0  | 5,2 | 42,9 | -   | 50,0 | 1,5 | 0,0 | 0,5 | 0,3 | 1,8 |
| 2018†    | G.S. Warriors       | 4  | 0  | 2,7 | 50,0 | -   | 66,7 | 0,8 | 0,0 | 0,0 | 0,0 | 1,0 |
| 2019     | G.S. Warriors       | 4  | 1  | 2,0 | 100  | -   | 50,0 | 0,5 | 0,0 | 0,0 | 0,0 | 0,8 |
| 2024     | Cleveland Cavaliers | 2  | 0  | 4,5 | -    | -   | -    | 1,0 | 1,0 | 0,0 | 0,5 | 0,0 |
| Carriera | Carriera            | 14 | 1  | 3,5 | 50,0 | -   | 57,1 | 0,9 | 0,1 | 0,1 | 0,1 | 1,0 |

#### Massimi in carriera
- Massimo di punti: 24 vs Houston Rockets (30 marzo 2022)[3]
- Massimo di rimbalzi: 17 vs Houston Rockets (1º aprile 2022)
- Massimo di assist: 5 (5 volte)
- Massimo di palle rubate: 4 (2 volte)
- Massimo di stoppate: 6 vs Houston Rockets (1º aprile 2022)
- Massimo di minuti giocati: 37 vs Denver Nuggets (9 marzo 2022)

### G League
| Anno      | Squadra       | PG | PT | MP   | TC%  | 3P%  | TL%  | RP  | AP  | PRP | SP  | PP   |
| --------- | ------------- | -- | -- | ---- | ---- | ---- | ---- | --- | --- | --- | --- | ---- |
| 2016-2017 | S.C. Warriors | 31 | 21 | 26,4 | 58,0 | -    | 49,5 | 7,2 | 1,1 | 0,4 | 2,1 | 11,3 |
| 2017-2018 | S.C. Warriors | 45 | 45 | 30,6 | 68,1 | 50,0 | 69,7 | 8,1 | 2,0 | 0,7 | 2,2 | 15,0 |
| Carriera  | Carriera      | 76 | 66 | 28,9 | 64,3 | 50,0 | 61,6 | 7,8 | 1,6 | 0,6 | 2,1 | 13,5 |

## Palmarès
- Campionato NBA: 2

Golden State Warriors: 2017, 2018